# 乔舒亚·皮姆
乔舒亚·皮姆（英語：Joshua Pim，1869年5月20日—1942年4月15日），英国、爱尔兰男子网球运动员。他曾获得温布尔登网球锦标赛男子单打冠军、男子双打冠军。他于1902年退役，1942年在爱尔兰都柏林去世。